# TMEM86A
TMEM86A (англ. Transmembrane protein 86A) – білок, який кодується однойменним геном, розташованим у людей на 11-й хромосомі. Довжина поліпептидного ланцюга білка становить 240 амінокислот, а молекулярна маса — 26 398.
| 10         |  | 20         |  | 30         |  | 40         |  | 50         |
| ---------- |  | ---------- |  | ---------- |  | ---------- |  | ---------- |
| MVSPVTVVKS |  | EGPKLVPFFK |  | ATCVYFVLWL |  | PSSSPSWVST |  | LIKCLPIFCL |
| WLFLLAHGLG |  | FLLAHPSATR |  | IFVGLVFSAV |  | GDAFLIWQDQ |  | GYFVHGLLMF |
| AVTHMFYASA |  | FGMQPLALRT |  | GLVMAALSGL |  | CYALLYPCLS |  | GAFTYLVGVY |
| VALIGFMGWR |  | AMAGLRLAGA |  | DWRWTELAAG |  | SGALFFIISD |  | LTIALNKFCF |
| PVPYSRALIM |  | STYYVAQMLV |  | ALSAVESREP |  | VEHYRLTKAN |  |            |

A: Аланін

C: Цистеїн

D: Аспарагінова кислота

E: Глутамінова кислота

F: Фенілаланін

G: Гліцин

H: Гістидин

I: Ізолейцин

K: Лізин

L: Лейцин

M: Метіонін

N: Аспарагін

P: Пролін

Q: Глутамін

R: Аргінін

S: Серин

T: Треонін

V: Валін

W: Триптофан

Локалізований у мембрані.